# Корню, Мари Альфред
Мари Альфред Корню́ (фр. Marie Alfred Cornu; 1841—1902) — французский физик.
Профессор физики в парижской политехнической школе и член французского института. По окончании специального образования в политехнической школе, а затем в горной школе, предпринял ряд экспериментальных работ по кристаллофизике и по оптике. Одними из первых его работ были исследования об отражении от кристаллических тел (1876) и оптический метод определения коэффициента упругости твердых тел («Comptes Rendus», LXIX).
Вычисляя, с помощью ньютоновых колец, деформации внешней поверхности твердого тела под влиянием внешних сил, Корню непосредственно определял отношение поперечного сжатия растянутой или согнутой однородной упругой призмы к продольному её удлинению. В начале 1870-х годов повторил опыты над скоростью света, по методу Физо, между парижской обсерваторией и Монлери, увеличил точность измерений при помощи хронографических приёмов и повторного появления и исчезновения света при нарастающих скоростях вращения зубчатого колеса. По опытам Корню (1874), скорость света в воздухе = 300 330 км/с.
К капитальным работам Корню надо причислить — «Измерение длин волн ультрафиолетовых лучей солнечного спектра», «Исследование о поглощении ультрафиолетовых лучей земной атмосферой», «Некоторые свойства легко обратимых спектральных линий», «Спектр водорода», «Ахроматизм в интерференционных явлениях», «Оригинальный метод отделения в солнечном спектре теллурических линий от солнечных», «Фокальные свойства оптических сеток», «Теоретические и экспериментальные исследования к вопросу о синхронизации колеблющихся систем» (1887 и 1888 гг.; «Seances de la société française de physique») и множество других, более мелких. Большинство работ напечатано в «Comptes Rendus», «Annales de chemie» и в «Seances de la société française de physique». Все его работы отличаются большой оригинальностью и тщательностью исполнения.